# Zamarada episema
Zamarada episema là một loài bướm đêm trong họ Geometridae.